# Simone Veil
Simone Veil (Nica, 13. srpnja 1927. - Pariz, 30. lipnja 2017.) bila je  francuska političarka koja je pridonijela emancipaciji žena u Francuskoj te se zalagala za europsku izgradnju, francusko-njemačko pomirenje i ponovno ujedinjenje Europe na temelju vrijednosti poput slobode, demokracije, jednakosti, vladavine prava i poštovanja ljudskih prava.

## Životopis
Simone Jacob (djevojačko prezime) je 1944. godine, zajedno s obitelji, uhićena i deportirana u nacistički koncentracijski logor. Njezina majka, otac i brat nisu se vratili iz logora.
Karijeru je započela kao odvjetnica, postavši zatim sutkinjom, a onda i visokom dužnosnicom u francuskom Ministarstvu pravosuđa. U šezdesetima je inicirala izmjene i dopune građanskog zakonika koji su za cilj imali približiti prava žena pravima muškaraca.
Predsjednik Valéry Giscard d'Estaing (stranka desnog centra Unija za francusku demokraciju) ju je 1974. imenovao ministricom zdravlja. U tom je svojstvu bila zadužena za pripremanje prijedloga zakona o nekažnjavanju pobačaja koji je u Parlamentu branila u burnim raspravama u kojima je bila izvrgnuta i uvredama.
Na prvim izravnim izborima za Europski parlament sudjelovala je 1979. te je u Francuskoj s uspjehom predvodila glavnu proeuropsku listu desnog centra. Tada su je kolege zastupnici izabrali na predsjedavajuću funkciju čime je postala prva predsjednica Europskog parlamenta u povijesti ove institucije. Od 1984. do 1989. godine je u Parlamentu bila na čelu kluba zastupnika liberala i demokrata.
U razdoblju od 1993. do 1995. bila je ministrica zdravlja i socijalnih poslova te druga najvažnija osoba u vladi Edouarda Balladura (desni centar).
Od 1998. do 2007. bila je članica francuskog Ustavnog vijeća.
Utemeljila je Zakladu za sjećanje na holokaust, kojom je i predsjedala, dok danas obnaša dužnost počasne predsjednice ove organizacije koja podupire istraživačke i edukativne aktivnosti, kao i one koje se provode u spomen na holokaust.
u Francusku akademiju izabrana je 2008.

## Vanjske poveznice
- Službena stranica Europskog parlamenta
- Zaklada za sjećanje na holokaust  Arhivirana inačica izvorne stranice od 11. ožujka 2016. (Wayback Machine)